# Paul Mezey
Paul S. Mezey (* 1966 oder 1967) ist ein US-amerikanischer unabhängiger Filmproduzent mit Sitz in New York und Gründer von Journeyman Pictures.

## Leben
Mezeys Vater ist Kolumbianer.

## Karriere
Durch die Zusammenarbeit an der New York University mit David Riker und Chris Eyre, mit dem er 1995 den Kurzfilm Tenacity drehte, entwickelte Mezey Beziehungen zu Filmemachern, die ihn interessierten, von McKay bis Aiyana Elliott, deren Dokumentarfilm The Ballad of Ramblin' Jack beim Sundance Film Festival 2000 mit dem Artistic Achievement Award für Dokumentarfilm ausgezeichnet wurde. Mezey erhielt den IFP/West Motorola Producer's Award bei den Independent Spirit Awards im Jahr 2001. Mezey hat eine Reihe von Filmen produziert, die von der Kritik gelobt wurden, darunter Maria voll der Gnade, der 2005 eine Oscar-Nominierung für die beste Hauptdarstellerin erhielt, und Half Nelson mit Ryan Gosling der 2007 eine Oscar-Nominierung für den besten Hauptdarsteller erhielt. Mezey produzierte Azazel Jacobs Momma's Man, der neben Sugar auf dem Sundance Film Festival 2008 uraufgeführt wurde. Mezey arbeitete auch als Produzent an dem Film Marcel the Shell with Shoes On aus dem Jahr 2021, an der Seite von Andrew Goldman, Elisabeth Holm und Caroline Kaplan. Der Film wurde für einen Oscar in der Kategorie „Bester animierter Spielfilm“ nominiert.